# Йозеф Кауфман
Йозеф Кауфман (чеськ. Josef Kaufman, нар. 27 березня 1984, Пардубиці) — чеський футболіст, що грав на позиції захисника, зокрема, за «Тепліце» та національну збірну Чехії.

## Клубна кар'єра
У дорослому футболі дебютував 2002 року виступами за команду «Пардубиці», в якій провів два сезони, взявши участь у 36 матчах чемпіонату. 
Своєю грою за цю команду привернув увагу представників тренерського штабу клубу «Тепліце», до складу якого приєднався 2004 року. Відіграв за команду з Тепліце наступні чотири сезони своєї ігрової кар'єри. Більшість часу, проведеного у складі «Тепліце», був основним гравцем захисту команди.
Згодом з 2008 по 2013 рік грав у складі команд «Вікінг», «Славія», «Спартак» (Трнава), «Збройовка» та «Тепліце».
Протягом 2015—2018 років повертався у футбол і грав в Австрії за нижчоліговий «Ед-Цайллерн».

## Виступи за збірні
У 2002 році дебютував у складі юнацької збірної Чехії (U-18), загалом на юнацькому рівні взяв участь в 11 іграх.
Протягом 2004–2007 років залучався до складу молодіжної збірної Чехії. На молодіжному рівні зіграв у 28 офіційних матчах.
У 2008 році провів свою єдину офіційну гру у складі національної збірної Чехії.